# Caratê nos Jogos Pan-Americanos de 2019 - Kata individual feminino
A categoria kata individual feminino foi disputada nas competições do caratê nos Jogos Pan-Americanos de 2019, em Lima. Foi realizada no Polideportivo de Villa El Salvador no dia 9 de agosto.

## Calendário
Horário local (UTC-5).
| Data        | Horário | Fase                  |
| ----------- | ------- | --------------------- |
| 9 de agosto | 10:00   | Fase de grupos        |
| 9 de agosto | 10:20   | Fase de classificação |
| 9 de agosto | 15:20   | Disputa pelo bronze   |
| 9 de agosto | 17:05   | Final                 |

## Medalhistas
| Ouro   | USA Sakura Kokumai                  |
| Prata  | DOM Maria Dimitrova                 |
| Bronze | VEN Andrea Armada PER Ingrid Aranda |

## Resultados

### Fase de grupos
Grupo 1
| Atleta            | Nação              | Placar |
| ----------------- | ------------------ | ------ |
| Sakura Kokumai    | USA Estados Unidos | 24.60  |
| Andrea Armada     | VEN Venezuela      | 23.48  |
| Nicole Mota       | BRA Brasil         | 23.32  |
| Cinthia de la Rue | MEX México         | 22.80  |

Grupo 2
| Atleta          | Nação                    | Placar |
| --------------- | ------------------------ | ------ |
| Maria Dimitrova | DOM República Dominicana | 25.00  |
| Ha Thi Ngo      | CAN Canadá               | 24.40  |
| Ingrid Aranda   | PER Peru                 | 23.80  |
| Cristina Orbe   | ECU Equador              | 23.74  |

### Fase de classificação
Grupo 1
| Atleta         | Nação              | Placar |
| -------------- | ------------------ | ------ |
| Sakura Kokumai | USA Estados Unidos | 24.94  |
| Andrea Armada  | VEN Venezuela      | 24.20  |
| Nicole Mota    | BRA Brasil         | 24.14  |

Grupo 2
| Atleta          | Nação                    | Placar |
| --------------- | ------------------------ | ------ |
| Maria Dimitrova | DOM República Dominicana | 25.22  |
| Ingrid Aranda   | PER Peru                 | 23.86  |
| Ha Thi Ngo      | CAN Canadá               | 23.82  |

### Finais
Disputa pelo bronze
| Atleta        | Nação         | Placar |
| ------------- | ------------- | ------ |
| Andrea Armada | VEN Venezuela | 24.74  |
| Ha Thi Ngo    | CAN Canadá    | 24.00  |

| Atleta        | Nação      | Placar |
| ------------- | ---------- | ------ |
| Ingrid Aranda | PER Peru   | 24.86  |
| Nicole Mota   | BRA Brasil | 24.68  |

Disputa pelo ouro
| Atleta          | Nação                    | Placar |
| --------------- | ------------------------ | ------ |
| Sakura Kokumai  | USA Estados Unidos       | 25.82  |
| Maria Dimitrova | DOM República Dominicana | 0.00   |